# Mary Joseph Dempsey
Julia Dempsey (14 de mayo de 1856 - 29 de marzo de 1939), más conocida como Sister Mary Joseph, fue una religiosa, enfermera y administradora de hospitales estadounidense.
Trabajó en el Hospital Saint Marys a partir de 1890 y se convirtió más tarde en su enfermera jefe y asistente quirúrgica de William J. Mayo. Fundó la Escuela de formación de enfermeras del Hospital en 1906.
Descubrió lo que hoy en día se conoce como nódulo de la Hermana María José, un nódulo palpable que sobresale en el ombligo como resultado de la metástasis de un cáncer maligno en la pelvis o el abdomen.

## Biografía
Julia Dempsey nació en Salamanca, Nueva York el 14 de mayo de 1856, siendo una de los seis descendientes de su familia. Según otras fuentes, habría nacido en las afueras de Rochester, estado de Minnesota. Era hija de Patrick y de Mary (Sullivan) Dempsey, inmigrantes procedentes de Irlanda. Tres de sus hijas fueron monjas de la orden de Saint Francis. Julia ingresó en la congregación en 1878 y fue ordenada como hermana María José cuando tenía 22 años. Destacó muy pronto en aptitudes como la organización y la gestión, lo que hizo que ascendiera pronto en la jerarquía de la orden. Llegó a ser directora de la Congregation's missionary School de Ashland, Kentucky, en 1880 a la edad de 24 años. En 1889 fue trasladada al recién inaugurado Hospital Saint Mary en Rochester, a petición de la madre fundadora de la ornde, Alfred Moes.
Dempsey enseñó durante unos doce años, antes de regresar a Rochester para ayudar al personal del recién construido Hospital Saint Marys en 1890. En 1883 un tornado arrasó la ciudad de Rochester. Tras esta catástrofe, las hermanas de Saint Francis pidieron al cirujano y médico más competente de la zona, William Worral Mayo, que fundara un hospital. Ellas aportaron la suma de dinero necesaria, que fue, de 2000 dólares. Se inauguró el 1 de octubre de 1989, con cinco enfermeras y trece pacientes. Sus primeros directores fueron los hijos de Mayo, Charles Horace y William James. En el primer año se realizaron 300 intervenciones quirúrgicas, que llegaron a las 600 en 1906.
Dempsey fue capacitada por la única enfermera con experiencia en la ciudad, convirtiéndose en la enfermera jefe del hospital y asistente quirúrgica del Dr. William J. Mayo, uno de los hermanos Mayo que fundó la Clínica Mayo . "Incluso sin una formación formal, era una excelente enfermera", según Mayo. Señaló que su juicio quirúrgico era igual al de cualquier médico y que ocupaba el primer lugar entre todos sus asistentes. La hermana Mary Joseph siguió siendo su asistenta hasta 1915. Se convirtió en superintendente del hospital en 1892 y permaneció en ese cargo hasta 1939. Se había incorporado al hospital el 10 de noviembre de 1889 sin saber nada de enfermería. Adquirió sus primeros conocimientos y habilidades de la mano de Edith Graham, quien se había graduado en la Escuela de enfermeras del Hospital de Mujeres de Chicago y que, más tarde, sería la esposa de Charles Mayo. Fue la primera profesional con título en el estado de Minessota. En seis semanas, la hermana María José fue nombrada enfermera jefa y en un año llegó a ser primera ayudante quirúrgica de William Mayo. Debido a su gran capacidad para la gestión, tres años más tarde alcanzó el grado de superintendente del Hospital. Fue una de las responsables de las sucesivas ampliaciones del hospital; ocho entre 1894 y 1931.
El fenómeno  conocido como nódulo de la Hermana María José se refiere a un nódulo palpable que sobresale en el ombligo como resultado de la metástasis de un cáncer maligno en la pelvis o el abdomen. La hermana María José fue la primera persona en llamar la atención de la presencia de un nódulo paraumbilical que, a menudo, era la única señal de la existencia de un cáncer intraabdominal de carácter maligno. Llamó la atención de Mayo sobre el bulto, y él publicó un artículo al respecto en 1928, aunque el término real no fue acuñado hasta 1949 por Hamilton Bailey.
Fundó la "Escuela de Capacitación para Enfermeras" del Hospital Saint Mary's en 1906, para ayudar a aliviar la escasez de personal de enfermería. La hermana María José rechazó en vida muchos honores y homenajes. Murió de bronconeumonía a la edad de 82 años, el 29 de marzo de 1839. Está enterrada en el cementerio de Saint Joseph, en Rochester.